# Georges de Beauregard
Pour les articles homonymes, voir Beauregard et Georges de Beauregard (homonymie).
Georges de Beauregard est un producteur de cinéma français, né le 23 décembre 1920 à Marseille et mort le 10 septembre 1984 à Neuilly-sur-Seine. Il est notamment le producteur de plusieurs des films de Jean-Luc Godard (dont À bout de souffle), de Pierre Schoendoerffer, ainsi que de plusieurs réalisateurs de la Nouvelle Vague, dans les années 1950, 1960 et 1970, connu pour avoir laissé une grande liberté à ces réalisateurs, et avoir permis l'émergence de talents. Par ailleurs, le combat juridique qu'il mène, avec Georges Kiejman, pour faire annuler l'interdiction pesant sur le deuxième long-métrage du réalisateur Jacques Rivette, aboutit à un arrêté du Conseil d’État favorable au réalisateur et au producteur, qui limite de fait, en France, les possibilités d'interdiction d'un film par un gouvernement.

## Biographie
Né en 1920 à Marseille, il devient étudiant en droit. Georges de Beauregard fait son service militaire lorsque la guerre éclate. Il s'engage dans la Résistance. Après la guerre, il devient journaliste et fonde, en 1947, l’Agence Universel Presse. Puis il travaille dans l'exportation de films et devient producteur en Espagne, où il produit deux films de Juan Antonio Bardem, Mort d'un cycliste (1955) et Grand-rue (1956),. 
Georges de Beauregard revient ensuite en France. Son fils, Philippe Charigot, nait le 20 janvier 1955 à Paris. Il construit une relation de confiance avec Pierre Schoendoerffer, à partir du milieu des années 1950, et avec Jean-Luc Godard depuis la production d’À bout de souffle en 1959 : ce premier long métrage de Jean-Luc Godard, initialement prévu comme devant être un film policier, devient en définitive, à la suite des impulsions de Godard, un film atypique mais qui rencontre le succès. Georges de Beauregard y gagne une aura pour avoir ainsi fait confiance à ce jeune réalisateur et avoir, pour certains critiques, révolutionné le cinéma français. 
Georges de Beauregard  produit ensuite les premiers films de Pierre Schoendoerffer, tout au long de sa carrière, mais aussi ceux des réalisateurs de la Nouvelle Vague et des amis de Jean-Luc Godard, tels Jacques Rozier, Jacques Demy, Agnès Varda, Claude Chabrol, Jacques Rivette, Éric Rohmer, ou encore Luc Moullet, Jean-Pierre Melville, Claude Berri ou encore Bertrand Tavernier. Il est connu pour laisser une grande liberté aux réalisateurs. Il donne sa chance à de jeunes réalisateurs, utilisant quelquefois la formule du film à sketches pour les tester et les lancer. 
En 1960, il fonde la société Rome-Paris Films, avec Carlo Ponti. Il contribue aussi comme producteur, avec cette société de production Rome-Paris Films, à rendre possible la sortie du deuxième long-métrage de Jacques Rivette, Suzanne Simonin,  la Religieuse de Diderot. Se trouvant confronté à une interdiction, à la fois, de sortie en salle et d’exportation de ce film, il organise une conférence de presse, lance une pétition et, dépose, par l'intermédiaire de Georges Kiejman, un recours en auprès du tribunal administratif, qui annule la décision du ministre. Un arrêté du Conseil d’État confirme la décision du tribunal et limite de fait, par sa délibération et ses attendus, l'étendue du pouvoir dont dispose le gouvernement dans ce domaine,.
Puis en 1970, il crée la société Bela Productions avec son épouse, Bruna de Beauregard.
Producteur de films devenus mythiques, tels À bout de souffle, Le Mépris, Pierrot le Fou, Lola, ou Cléo de 5 à 7, Georges de Beauregard reçoit en mars 1984, lors de la 9e cérémonie des César, un césar d'honneur pour l'ensemble de sa carrière. Il meurt quelques mois plus tard en septembre 1984. Il est inhumé au cimetière de Saint-Cloud.
Le cinéma Le Saint-Germain-des-Prés à Paris (6e) a donné son nom à sa salle en son hommage.
Sa fille, Chantal de Beauregard, a créé en 1985 le prix Georges de Beauregard dédié à la mémoire de son père. Depuis 2001, ce prix est remis lors du Festival international du film de Marseille (FIDM).
En 2024, le cinéaste américain Richard Linklater réalise Nouvelle Vague (2025), un film sur le tournage d'À bout de souffle dans lequel il est incarné par Bruno Dreyfürst.

## Filmographie
- 1955 : Le Fugitif d'Anvers (El Fugitivo de Amberes), de Miguel Iglesias
- 1955 : Mort d'un cycliste (Muerte de un ciclista), de Juan Antonio Bardem
- 1956 : Grand-rue (Calle Mayor), de Juan Antonio Bardem
- 1958 : La Passe du diable, de Jacques Dupont et Pierre Schoendoerffer (documentaire)
- 1959 : Ramuntcho, de Pierre Schoendoerffer
- 1959 : Pêcheur d'Islande, de Pierre Schoendoerffer
- 1960 : Un steak trop cuit, de Luc Moullet (court-métrage)
- 1960 : À bout de souffle, de Jean-Luc Godard
- 1961 : Lola, de Jacques Demy
- 1961 : Une femme est une femme, de Jean-Luc Godard
- 1961 : Léon Morin, prêtre, de Jean-Pierre Melville
- 1962 : Cléo de 5 à 7, d'Agnès Varda
- 1962 : L'Œil du Malin, de Claude Chabrol
- 1962 : Le Doulos, de Jean-Pierre Melville
- 1962 : Adieu Philippine, de Jacques Rozier
- 1963 : Le Petit Soldat, de Jean-Luc Godard
- 1963 : Landru, de Claude Chabrol
- 1963 : Les Carabiniers, de Jean-Luc Godard
- 1963 : Le Mépris, de Jean-Luc Godard
- 1964 : La Chance et l'Amour, de Claude Berri, Charles L. Bitsch, Jean-François Hauduroy, Bertrand Tavernier et Bernard Toublanc-Michel
- 1964 : Six Femmes pour l'assassin (Sei donne per l'assassino) de Mario Bava
- 1965 : La 317e Section, de Pierre Schoendoerffer
- 1965 : Marie-Chantal contre le docteur Kha, de Claude Chabrol
- 1965 : Pierrot le Fou, de Jean-Luc Godard
- 1965 : Le Vampire de Düsseldorf de Robert Hossein
- 1966 : Suzanne Simonin, la Religieuse de Diderot, de Jacques Rivette
- 1966 : La Ligne de démarcation, de Claude Chabrol
- 1966 : Objectif 500 millions, de Pierre Schoendoerffer
- 1966 : Made in USA, de Jean-Luc Godard
- 1967 : Lamiel, de Jean Aurel
- 1967 : La Collectionneuse, d'Éric Rohmer
- 1969 : L'Amour fou, de Jacques Rivette
- 1969 : Quarante-huit Heures d'amour, de Jacques Laurent
- 1970 : Le Petit Bougnat, de Bernard Toublanc-Michel
- 1970 : Le Mur de l'Atlantique, de Marcel Camus
- 1972 : Le Bar de la Fourche, d'Alain Levent
- 1973 : Prêtres interdits, de Denys de La Patellière
- 1974 : Gross Paris, de Gilles Grangier
- 1975 : Numéro deux, de Jean-Luc Godard
- 1976 : Comment ça va, de Jean-Luc Godard et Anne-Marie Miéville
- 1977 : Encore un hiver, court-métrage de Françoise Sagan
- 1977 : Les Fougères bleues de Françoise Sagan
- 1977 : Le Crabe-Tambour, de Pierre Schoendoerffer
- 1980 : La légion saute sur Kolwezi, de Raoul Coutard
- 1980 : Tout dépend des filles, de Pierre Fabre
- 1980 : Le Cheval d'orgueil, de Claude Chabrol
- 1982 : L'Honneur d'un capitaine, de Pierre Schoendoerffer
- 1982 : Arms, de Philippe Charigot (court-métrage)